# Свети Никола (Белчища)
Вижте пояснителната страница за други значения на Свети Никола.
„Свети Никола“ (на македонска литературна норма: „Свети Никола“) е възрожденска църква в охридското село Белчища, Северна Македония. Църквата е част от Охридското архиерейско наместничество на Дебърско-Кичевската епархия на Македонската православна църква – Охридска архиепископия.
Църквата е гробищен храм, разположен в североизточния край на селото. Обновена е в 1977 година. Иконостасът е от XIX век, откогато са и престолните икони, рисувани от Серафим Зограф и Аврам Дичов. Сред петнадесетината икони в църквата особено впечатление правят иконите на Свети Николай, Свети Климент Охридски и Свети Димитър.